# Landsdelen van Noorwegen
De landsdelen van Noorwegen (Noors: Norges landsdeler) zijn een traditionele indeling van landsdelen in Noorwegen. Deze onderverdeling wordt gemaakt op basis van zowel aardrijkskundige verschillen als dialecten. De streken hebben weinig betrekking op de bestuurlijke indeling van Noorwegen; deze vindt plaats op provinciaal en gemeentelijk niveau.

## Nord-Norge
Noord-Noorwegen bestaat uit de volgende provincies:
- Nordland
- Troms
- Finnmark

## Trøndelag
Trøndelag bestaat uit de voormalige provincies Nord-Trøndelag en Sør-Trøndelag, op 1 januari 2018 samengevoegd tot één provincie.
- Trøndelag

## Vestlandet
Het Westland bestaat uit de volgende provincies:
- Møre og Romsdal
- Vestland
- Rogaland

## Sørlandet
Het Zuidland bestaat uit één provincie.
- Agder

## Østlandet
Het Oostland bestaat uit de volgende provincies:
- Akershus
- Buskerud
- Innlandet
- Oslo
- Telemark
- Vestfold
- Østfold